# Herbert Enderton
Herbert Enderton   (15 d'abril de 1936 - Santa Monica, 20 d'octubre de 2010) va ser un matemàtic estatunidenc. Va ser professor emèrit de matemàtiques a la UCLA i antic membre de les facultats de matemàtiques i de lògica i metodologia de la ciència de la Universitat de Califòrnia, a Berkeley.
Enderton també va contribuir a la teoria de la recursió, la teoria de la definibilitat, els models d'anàlisi, la complexitat computacional i la història de la lògica.
Va obtenir el seu doctorat a Harvard el 1962. Va ser membre de la Societat Americana de Matemàtiques des del 1961 fins a la seva mort.
Vivia a Santa Monica. Es va casar amb la seva dona, Cathy, el 1961 i van tenir dos fills; Eric i Bert.
Del 1980 al 2002 va ser editor coordinador de la secció de ressenyes del Journal of Symbolic Logic de l'Association for Symbolic Logic.
Va morir de leucèmia el 2010.

## Publicacions
- Enderton, Herbert B. Elements of Set Theory.  Academic Press, 1977. ISBN 978-0-12-238440-0.
- Enderton, Herbert B. A Mathematical Introduction to Logic.  Academic Press, 1972. ISBN 978-0-12-238452-3.
- Enderton, Herbert B. Computability Theory: An Introduction to Recursion Theory.  Academic Press, 2011. ISBN 978-0-12-384958-8.